# Dessert

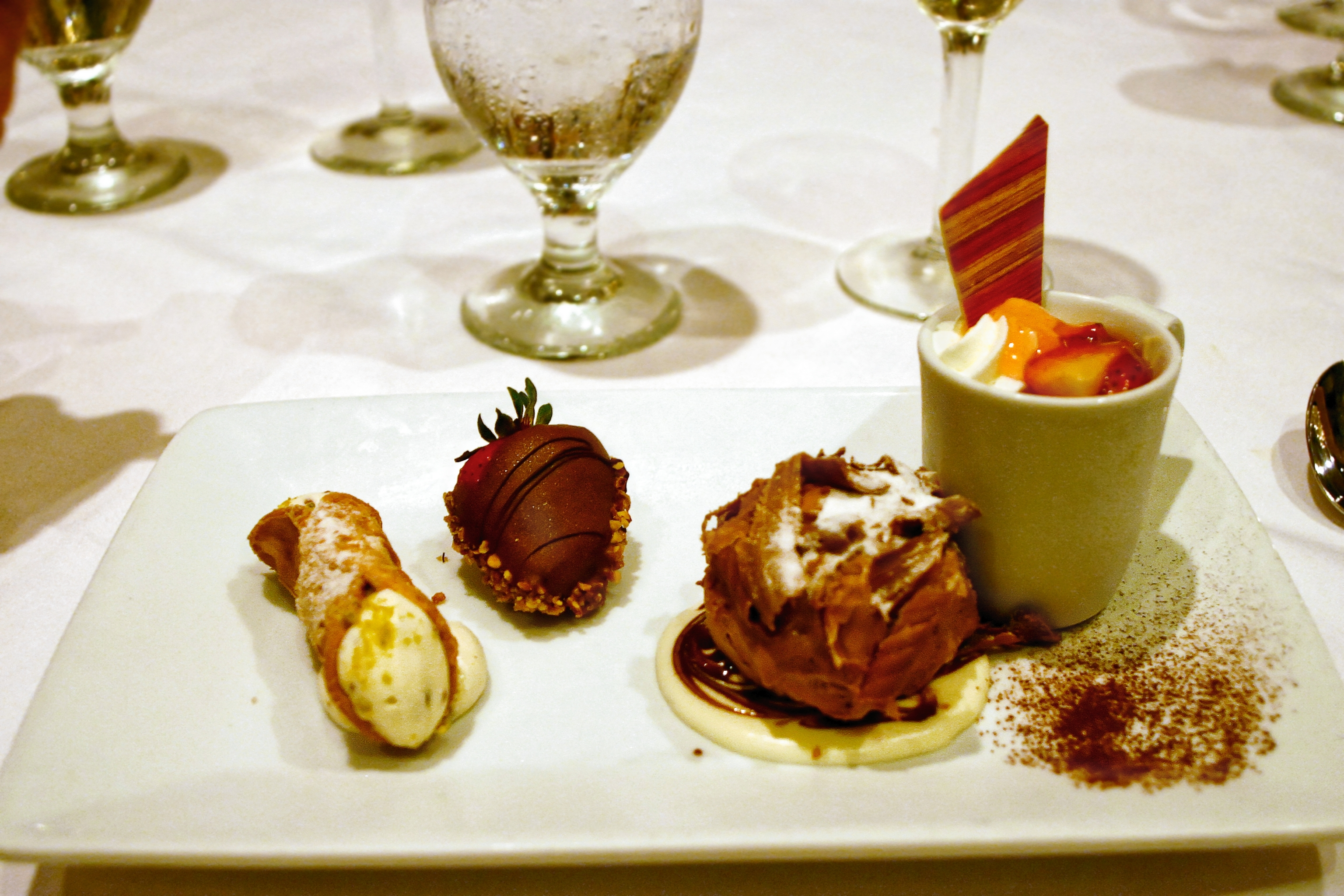
Dessertvariationen als Abschluss eines mehrgängigen Menüs

Das Dessert (Aussprache:[dɛˈseːɐ̯], [dɛˈsɛːɐ̯], [dɛˈsɛʁt] oder [ˈdɛsɛːr], von französisch dessert) oder Nachtisch, Nachspeise, ist in der Kochkunst eine Speise, die nach der Hauptspeise verzehrt wird und das Menü ggf. abschließt. Nachspeisen werden eingeteilt in Süßspeisen, Käse, Würzbissen und Tafelobst.

## Allgemeines
Das Lehnwort Dessert stammt aus französisch desservir „die Speisen abtragen, den Tisch abdecken“, womit die beendete Hauptspeise gemeint ist. Das Dessert ist daher der Gang, der nach dem Abräumen der Tafel verzehrt wurde. Gehören die Hauptspeisen meist zu den Warmspeisen, werden Desserts entweder kalt oder auch warm serviert. Diese Unterscheidung hängt von den hauptsächlich verwendeten Zutaten ab. Desserts werden in geringen Portionen serviert wie auch die Vorspeisen.

## Geschichte
Bereits die Esskultur im Römischen Reich bestand aus Vorspeise (lateinisch antecenium, gustatio), Hauptgericht (lateinisch mensa prima) und Nachtisch (lateinisch savillum, secunda mensa). Viele Gastmahle sind aus jener Zeit überliefert wie das des Cornelius Lentulus oder Plinius der Jüngere.
Die heute in der westlichen Welt übliche Menüfolge aus mehreren Gängen hintereinander ist vergleichsweise jung. Sie wurde erst im Verlauf des 19. Jahrhunderts allmählich üblich. Der russische Fürst Kurakin soll erstmals 1830 in Paris auf diese Weise ein Festbankett servieren lassen haben. Die Speisenfolge steigert sich in der heutigen Systematisierung im Geschmack (von pikant/stimulierend bis zu süß), in der Konsistenz (über flüssig/leicht bis zu beißfest und wieder leicht) und Vermischung oder Trennung der Speisebestandteile (vermischt bei Suppen, getrennt bei Hauptspeise bis vermischt bei Nachspeise).

## Arten und Inhalt
Mit Desserts werden meist Süßspeisen assoziiert, doch auch nicht süße Gerichte wie Käseplatten sind üblich; sie werden eher Nachspeise genannt. Zu den Warmspeisen gehören beispielsweise flambierte Desserts oder mit warmen Dessertsaucen (etwa Schokoladensauce) überzogene Nachspeisen, während Eis- oder Käsespezialitäten kalt auf den Tisch kommen. Getränke werden passend zum Dessert gereicht. Ein typisches Getränk als Dessert kann ein Dessertwein selbst sein, nach dem er benannt wurde.